# Ministero degli affari interni (Azerbaigian)
Il Ministero degli affari interni della Repubblica dell'Azerbaigian (in azero Azərbaycan Respublikası Daxili İşlər Nazirliyi) è un dicastero del Consiglio dei ministri azero che amministra le attività di pubblica sicurezza e il mantenimento dell'ordine pubblico in Azerbaigian. È responsabile di questioni relative alla sicurezza interna come antiterrorismo, polizia, servizi e controllo delle frontiere, così come i problemi di migrazione.
L'attuale ministro è Vilayət Eyvazov, in carica dal 20 giugno 2019.